# 9126 Samcoulson
A 9126 Samcoulson (ideiglenes jelöléssel (9126) 1998 FR64) a Naprendszer kisbolygóövében található aszteroida. A LINEAR projekt keretében fedezték fel 1998. március 20-án.